# Slobodan Grubačić
Slobodan Grubačić (geb. 1942) ist ein serbischer Germanist, Kultur- und Literaturhistoriker und Hochschullehrer sowie Mitglied der Europäischen Akademie der Wissenschaften und Künste in Wien und der Serbischen Akademie der Wissenschaften und Künste in Belgrad.

## Leben
An der Philologischen Fakultät in Belgrad (Serbien) war er ordentlicher Professor, mehrmals Dekan und Leiter des Lehrstuhls für Germanistik, bevor er im April 2011 emeritierte.
Seine Magisterarbeit schrieb er im Bereich der vergleichenden Literaturwissenschaft bei Zdenko Škreb mit anschließender Promotion (1972) bei Fritz Martini in Stuttgart. Er erwarb den Abschluss als Dr. phil. mit summa cum laude.
Slobodan Grubačić wurde mit mehreren Preisen ausgezeichnet, u. a. mit dem Humboldt-Forschungspreis für wissenschaftliche Forschung (1995).
Er ist Mitglied beim Nationalrat für die höhere Ausbildung, beim Nationalkomitee für das UNESCO-Programm, der Europäischen Kulturgesellschaft (Venedig) und im Serbischen Schriftstellerverband. Zusätzlich ist er einer der Gründer der GiG (Gesellschaft für interkulturelle Germanistik) im Jahr 1988 und ein ständiges Mitglied von mehreren internationalen Institutionen und Redaktionen.
Er beteiligte sich an der Organisation zahlreicher internationaler Symposien, leitete separate Sektionen auf Weltkongressen (Basel 1980, Wien 2000), führte den Vorsitz bei den Jahrestagungen der Literaturtheoretiker (Karlsruhe 1983, Passau 1984, Berlin 1987) und unterrichtete (auf Einladung) an den Universitäten in Polen, Paris, Graz, Greifswald, Berlin und Stuttgart. Während der 80er Jahre war er fester Rezensent der Zeitschrift „Germanistik“, die in Tübingen publiziert wird (1978–1986). Zudem war er als Gastprofessor in China tätig.
Er ist bis heute Studienprogrammleiter der Abteilung für Deutsche Sprache und Literatur an der Philosophischen Fakultät in Nikšić, Montenegro. An der Universität Singidunum in Belgrad unterrichtet er zusätzlich Kulturgeschichte und Theorie der interkulturellen Kommunikation.

## Bibliografie

### Bücher
- ALEKSANDRIJSKI SVETIONIK. Tumačenje od aleksandrijske škole do postmoderne. Sremski Karlovci-Novi Sad: Izd. knjižarnica Zorana Stojanovića  2006,  533 str.;
- ДУХ И РАЗУМЕВАЊЕ. (зборник.) Београд: Информатика  2008, 394 стр;
- ISTORIJA NEMAČKE KULTURE. (2 izdanje) Sremski Karlovci-Novi Sad: Izdavačka knjižarnica Z. Stojanovića 2009,  593 str.

### Sammelwerke
- KNJIGA GODINE. О делу ALEKSANDRIJSKI SVETIONIK С. Грубачића. Београд: Београд 2, 2007, 135 стр.;
- DIE DEUTSCHE BALLADE IM XX Jh. (sa Chr. Cambas): Bruxelles-New York-Oxford-Wien: Peter Lang, 2009, 225 str.;
- LITERATURE, CULTURE, IDENTITY. Proceedings of the International Congress, Belgrade: Philological Faculty, 2009, 200str.

| Personendaten    | Personendaten                                    |
| ---------------- | ------------------------------------------------ |
| NAME             | Grubačić, Slobodan                               |
| KURZBESCHREIBUNG | serbischer Germanist, Hochschullehrer in Belgrad |
| GEBURTSDATUM     | 1942                                             |